# .hr
.hr ist die länderspezifische Top-Level-Domain (ccTLD) des Staates Kroatien. Sie wurde am 27. Februar 1993 eingeführt und wird von der Registry CARNet (Croatian Academic and Research Network, zu Deutsch Wissenschafts- und Forschungsnetzwerk Kroatien) verwaltet.
Insgesamt darf eine .hr-Domain zwischen drei und 63 Zeichen lang sein, internationalisierte Domainnamen sind nicht möglich. Domains werden sowohl auf erster als auch zweiter Ebene registriert: Für .hr-Domains ist es nicht mehr erforderlich, einen Wohnsitz oder eine Niederlassung in Kroatien nachzuweisen, es genügt seit Juli 2014 einen Firmensitz in der EU nachzuweisen.  Domains unter .com.hr können dagegen von jeder beliebigen Person weltweit angemeldet werden. Neben .com.hr gibt es noch from.hr, name.hr und iz.hr.